# موتور مراد محمد كوسة
موتور مراد محمد كوسة (بالإنجليزية: Mowtowr-e Morad Mohammad Kuseh)‏ هي منطقة سكنية تقع في سيستان وبلوتشستان في إيران.